# Céline Teney
Céline Teney (* 25. Februar 1981 in Huy (Belgien)) ist eine belgische Soziologin. Sie arbeitet auf dem Gebiet der Integrationsforschung und der politischen Soziologie.

## Biografie
Teney studierte Soziologie und Ethnologie an der Universität Freiburg im Breisgau, schloss 2004 mit dem Magister ab und 2008 an der Katholieke Universiteit Leuven und der Université libre de Bruxelles mit dem Advanced Master in Quantitative Analysis in the Social Sciences. 2009 promovierte sie in Sozial- und Politikwissenschaft in Brüssel. Sie forschte unter anderem am Wissenschaftszentrum Berlin für Sozialforschung wie auch in Harvard.
Seit März 2014 ist sie Juniorprofessorin in Bremen. Sie leitet im SOCIUM Forschungszentrum Ungleichheit und Sozialpolitik im Rahmen der Exzellenzinitiative von Bund und Ländern eine Nachwuchsgruppe zum Thema Winners of Globalization? A Study on the Emergence of a Transnational Elite in Europe. Zum 1. Oktober 2018 übernahm sie an der Georg-August-Universität Göttingen die Professur für Grundlagen der Sozialwissenschaften.

## Auszeichnungen
2016 wurde Teney von der Deutschen Forschungsgemeinschaft für ihre empirische Sozialforschung mit dem Heinz-Maier-Leibnitz-Preis geehrt.

## Publikationen
- Endorsement of assimilationism among ethnic minority and majority youth in a multination-multiethnic context. The case of Brussels. In: European Sociological Review, 2011.
- Space matters. The group threat hypothesis revisited with geographically weighted regression. The case of the NPD 2009 electoral success. In: Zeitschrift für Soziologie, 2012.
- mit M. Helbling: How denationalization divides the elites and citizens. In: Zeitschrift für Soziologie, 2014.[4]
- mit S. Carol: Intergroup dating preferences among Brussels youth. The intersection of gender and ethnicity and its determinants. In: European Societies, 2014.
- mit M. Helbling: The cosmopolitan elite in Germany. Transnationalism and postmaterialism. In: Global Networks, 2014.